# Scott Thompson
Scott Thompson (n. en 1958) ex Director ejecutivo de Yahoo, expresidente de PayPal. Thompson se desempeñó como director de tecnología vicepresidente de PayPal.

## Carrera
Durante la conducción de la empresa PayPal, expandió su cantidad de usuarios a más de 104 millones en 190 países.
El 4 de enero de 2012 es anunciado como nuevo Director ejecutivo de Yahoo, mediante un comunicado de prensa. Luego de haber despedido a Carol Bartz cuatro meses antes.